# Luciogobius
Luciogobius é um género de peixe da família Gobiidae.

## Espécies
Este género contém as seguintes espécies:
- Luciogobius adapel Okiyama, 2001
- Luciogobius albus Regan, 1940
- Luciogobius ama (Snyder, 1909)
- Luciogobius brevipterus Chen, 1932
- Luciogobius dormitoris Shiogaki & Dotsu, 1976
- Luciogobius elongatus Regan, 1905
- Luciogobius fluvialis Kanagawa, Itai & Senou, 2011
- Luciogobius fonticola Kanagawa, Itai & Senou, 2011
- Luciogobius grandis Arai, 1970
- Luciogobius guttatus Gill, 1859
- Luciogobius koma (Snyder, 1909)
- Luciogobius pallidus Regan, 1940
- Luciogobius parvulus (Snyder, 1909)
- Luciogobius platycephalus Shiogaki & Dotsu, 1976
- Luciogobius ryukyuensis Chen, Suzuki & Senou, 2008
- Luciogobius saikaiensis Dôtu, 1957